# Quận Jefferson, Colorado
Quận Jefferson là một quận thuộc tiểu bang Colorado, Hoa Kỳ.
Quận này được đặt tên theo Thomas Jefferson. Theo điều tra dân số của Cục điều tra dân số Hoa Kỳ năm 2010, quận có dân số 534543 người, ước tính dân số năm 2008 là 533.339 người, là quận đông dân thứ 4 bang.. Quận lỵ đóng ở Golden còn thành phố đông dân nhất là Lakewood. Quận Jefferson thuộc Khu vực thống kê đô thị Denver-Aurora và Khu vực thống kê kết hợp Denver-Aurora-Boulder. Trung tâm dân số bang Colorado nằm ở quận Jefferson.
Tọa lạc ở Front Range của Rocky Mountains, quận Jefferson thuộc vùng đô thị Denver.
Quận có sân bay đô thị Rocky Mountain.

## Địa lý
Theo Cục điều tra dân số Hoa Kỳ, quận có diện tích 2005 km2, trong đó có 25 km2 là diện tích mặt nước.

## Thông tin nhân khẩu
Theo điều tra dân số 2 năm 2000, quận đã có dân số 527.056 người, 206.067 hộ gia đình, và 140.537 gia đình sống trong quận lỵ. Mật độ dân số là 683 người trên một dặm vuông (264/km²). Có 212.488 đơn vị nhà ở mật độ trung bình là 275 trên một dặm vuông (106/km²). Cơ cấu chủng tộc của dân cư quận bao gồm 90,59% người da trắng, 0.89% da đen hay Mỹ gốc Phi, 0,75% người Mỹ bản xứ, 2,28% châu Á, Thái Bình Dương 0,08%, 3,23% từ các chủng tộc khác, và 2,18% từ hai hoặc nhiều chủng tộc. 9,95% dân số là người Hispanic hay Latino thuộc một chủng tộc nào.
Có 206.067 hộ, trong đó 33,40% có trẻ em dưới 18 tuổi sống chung với họ, 55,10% là đôi vợ chồng sống với nhau, 9,10% có một chủ hộ nữ không có mặt chồng, và 31,80% là các gia đình không. 24,50% hộ gia đình đã được tạo ra từ các cá nhân và 6,30% có người sống một mình 65 tuổi hoặc lớn tuổi hơn là người. Cỡ hộ trung bình là 2,52 và cỡ gia đình trung bình là 3,03.
Trong quận, độ tuổi dân cư trải ra với 25,30% dưới độ tuổi 18, 8,10% 18-24, 32,10% 25-44, 24,90% từ 45 đến 64, và 9,60% từ 65 tuổi trở lên người. Độ tuổi trung bình là 37 năm. Đối với mỗi 100 nữ có 99,00 nam giới. Đối với mỗi 100 nữ 18 tuổi trở lên, đã có 96,80 nam giới.
Thu nhập trung bình cho một hộ gia đình trong quận đã được $ 57.339, và thu nhập trung bình cho một gia đình là 67.310 USD. Phái nam có thu nhập trung bình 45.306 USD so với 32.372 USD đối với phái nữ. Thu nhập bình quân đầu người là 28.066 USD. Có 3,40% gia đình và 5,20% dân số sống dưới mức nghèo khổ, trong đó có 5,80% những người dưới 18 tuổi và 5,10% của những người 65 tuổi hoặc hơn.